# アルベール・ルーセル

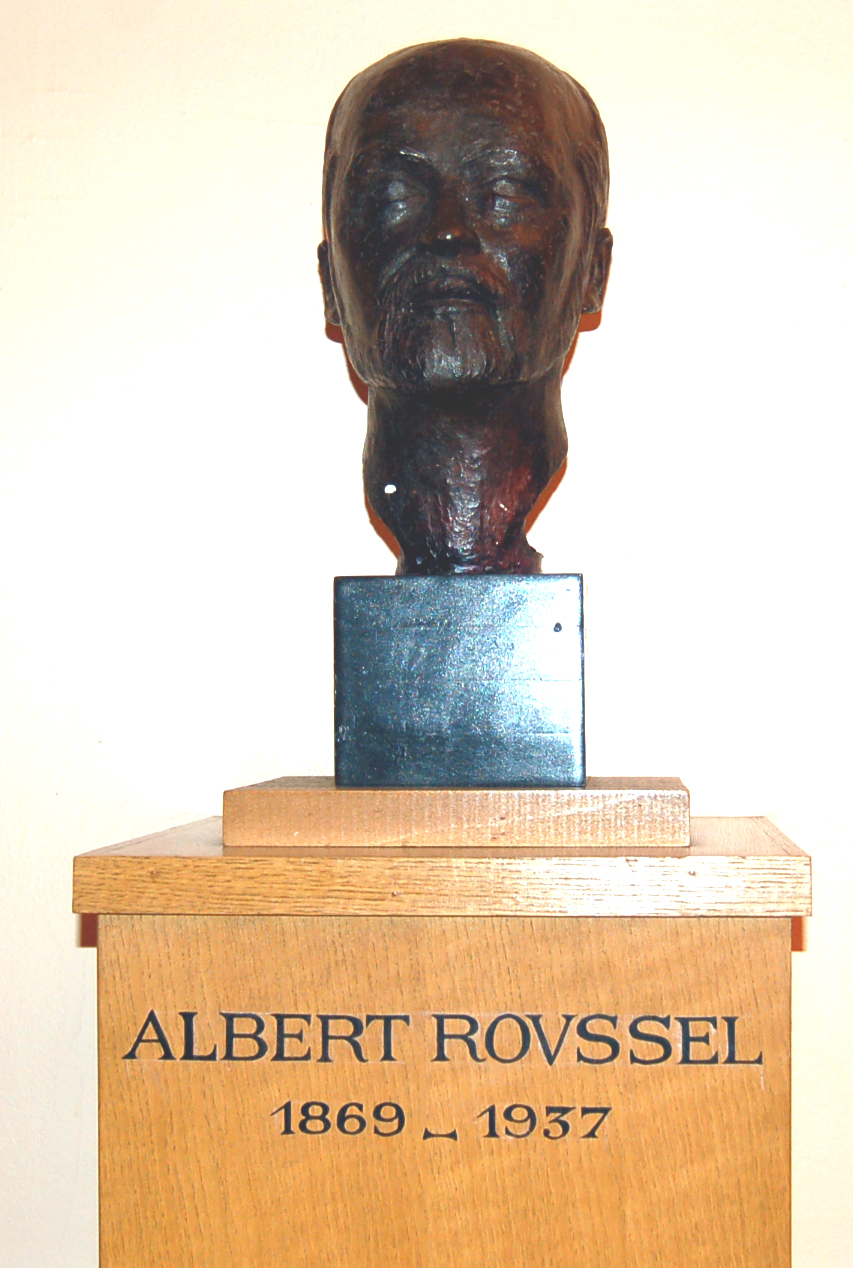
アルベール・ルーセルの胸像

アルベール・シャルル・ポール・マリ・ルーセル（もしくはルセール、Albert Charles Paul Marie Roussel, 1869年4月5日 トゥールコワン - 1937年8月23日 ロワイヤン）は、フランスの作曲家。印象主義から新古典主義に進み、モーリス・ラヴェルとともにクロード・ドビュッシー亡き後のフランス楽壇をリードした。

## 生涯
少年時代は算数に次いで音楽が好きで、しかも海軍の道を志望していた。一方でストラスブール音楽院でジュリアン・コズル（作曲家アンリ・デュティユーの母方の曽祖父）に作曲を学んでいる。1889年と1890年に、フリゲート艦イフィジェニー号でインドシナ近海に勤務。明らかにこの航海は、作曲家としての発展において最も有意義な出来事であった。というのも、その後の生涯でルーセルは、自分が訪れた異国の地の特徴を音楽でとらえようと試みているからである。1894年に海軍を退くと、パリのスコラ・カントルムにて音楽を真剣に学び出し、1907年までヴァンサン・ダンディなどに師事。学業のかたわら教授活動にも多忙となった。ルーセルの有名な門人には、エリック・サティやエドガー・ヴァレーズがいる。
第一次世界大戦中は、西部戦線で傷痍兵輸送車の運転手を務めた。戦後はノルマンディーに移り、多くの時間を作曲活動に捧げた。
1929年から1937年にロワイヤンで心臓発作により亡くなるまで、パリ17区のガブリエル・フォーレ広場の2番地に居住しており、死後、遺体はヴァランジュヴィル＝シュル＝メールにあるサン＝ヴァレリー教会の墓地に埋葬された。

## 作品
ルーセルは気質において古典主義者であった。初期作品は印象主義音楽に影響されているが、次第に個人様式を見出した。ルーセルの作曲様式は、構想においては形式中心で、強烈なリズム感があり、同時代の作曲家（例えばクロード・ドビュッシーやモーリス・ラヴェル、エリック・サティ、イーゴリ・ストラヴィンスキー）の作品に比べて、 調性に対するはっきりした好みが明らかである。
ルーセルはジャズにも興味があり、『夜のジャズ』（作品38, L. 49）と題された歌曲を作曲した。

### 舞台音楽
- オペラ＝バレ『パドマーヴァティ（英語版） Padmavati』作品18, L. 20 （1914～18年）
- バレエ『くもの饗宴 Le festin de l'araignée』作品17, L. 19（1913年）
- バレエ『バッカスとアリアーヌ Bacchus et Ariane』作品43, L. 54（1930年）
- バレエ『エネアス（アエネアス）（フランス語版） Aeneas』作品54, L 68（1935年）

### 管弦楽曲
- 交響曲第1番 ニ短調『森の詩 Le Poème de la forêt』 作品7, L. 8（1904～06年）
- 交響曲第2番 変ロ長調  作品23, L. 26（1919～21年）
- 交響曲第3番 ト短調 作品42, L. 53（1929～30年）
- 交響曲第4番 イ長調 作品53, L. 67（1934年）
- 管弦楽組曲 ヘ長調 作品33, L. 39（1926年）
- シンフォニエッタ ニ短調 作品52, L. 66（1934年）
- ピアノ協奏曲 ト長調（フランス語版） 作品36, L. 44（1927年）
- コンチェルティーノ ハ長調（フランス語版） 作品57, L. 72 （1936年） - チェロと管弦楽のための作品。
- 詩篇第80番（フランス語版） Psalm LXXX 作品37, L 46（1928年） - 管弦楽と混声合唱のための作品。

### 室内楽曲
- セレナード ハ長調 作品30, L. 36（1925年）
- 弦楽四重奏曲 ニ長調 作品45, L. 57（1931～32年）
- 弦楽三重奏曲 イ短調 作品58, L. 73（1937年）
- フルート、ヴィオラとチェロのための三重奏曲 ヘ長調 作品40, L. 51（1929年）
- ヴァイオリンソナタ第2番 イ長調（オランダ語版） 作品28, L. 33（1924年）
- フルートを吹く人たち Joueurs de flûte 作品27, L. 32（1924年）

### ピアノ独奏曲
- 3つの小品 作品49, L. 62（1933年）
- 前奏曲とフーガ 作品46, L. 58（1932～34年）
- ソナチネ 作品16, L. 18（1912年）
- ミューズたちのもてなし L'Accueil des muses L. 27（1920年）
- 組曲 嬰ヘ長調 作品14, L. 15（1910年）

### その他の独奏曲
- セゴビア Ségovia 作品29, L. 34（1925年） - ギターのための作品。
- 即興曲 作品21, L. 23（1919年） - ペダル式ハープのための作品。